# Lijst van beschermd erfgoed in Érezée
Onderstaande tabel geeft een overzicht van de beschermde erfgoederen in de gemeente Érezée. Het beschermd erfgoed maakt deel uit van het cultureel erfgoed in België.
| Object | Bouwjaar/architect | Deelgemeente | Adres   | Coördinaten                   | Nummer?                | Afbeelding |
| --- | ------------------ | ------------ | ------- | ----------------------------- | ---------------------- | --- |
| Sint-Remigiuskapel ('Saint-Remy') |                    |              | Fisenne | 50° 17' 28" NB, 5° 31' 54" OL | 83013-CLT-0001-01 Info | Sint-Remigiuskapel ('Saint-Remy') |
| Muren en daken van het hoofdgebouw, de westelijke ingang en de hoektoren van het erf van de kasteelhoeve |                    |              |         | 50° 17' 6" NB, 5° 30' 37" OL  | 83013-CLT-0002-01 Info | |
| Kasteelhoeve de Soy: indeling uitgebreid tot de volgende partijen |                    |              |         | 50° 17' 5" NB, 5° 30' 36" OL  | 83013-CLT-0003-01 Info | |
| Muren en daken van grote en kleine torens en torentjes van het kasteelhoeve Fisenne. |                    |              |         | 50° 17' 25" NB, 5° 31' 56" OL | 83013-CLT-0005-01 Info | |
| Gevels en daken van alle gebouwen van de kasteelhoeve Fisenne. Dit omvatte de huisvesting van boerderij, gelegen in het zuidoostelijke vleugel en de overblijfselen van het park en rond het kasteel. Oprichting van een beschermingszone. |                    |              |         | 50° 17' 25" NB, 5° 31' 56" OL | 83013-CLT-0006-01 Info | Gevels en daken van alle gebouwen van de kasteelhoeve Fisenne. Dit omvatte de huisvesting van boerderij, gelegen in het zuidoostelijke vleugel en de overblijfselen van het park en rond het kasteel. Oprichting van een beschermingszone. |
| Kasteelhoeve van Ny |                    |              |         | 50° 17' 3" NB, 5° 28' 42" OL  | 83013-CLT-0007-01 Info | |
| La Houssière, inclusief het pad waaraan het in het zuiden grenst |                    |              |         | 50° 16' 45" NB, 5° 33' 34" OL | 83013-CLT-0008-01 Info | |